# Тринак
Трина́к (болг. Трънак) — село в Бургаській області Болгарії. Входить до складу общини Руєн.

## Населення
За даними перепису населення 2011 року у селі проживали 1298 осіб.
Національний склад населення села:
| Національність   | Кількість осіб | Відсоток |
| ---------------- | -------------- | -------- |
| турки            | 1139           | 96,4%    |
| болгари          | 41             | 3,5%     |
| цигани           | 0              | 0%       |
| Всього відповіли | 1181           |          |

Розподіл населення за віком у 2011 році:
Динаміка населення: